# Борзова
Борзова́ — село в Україні, у Старовижівській селищній громаді Ковельського району Волинської області. Населення становить 163 особи.
Біля села розташований однойменний зупинний пункт Борзова Рівненської дирекції Львівської залізниці на залізничній лінії Ковель — Заболоття, на якому зупиняються дизель-потяги до станцій Ковель, Заболоття та Хотислав.

## Географія
Село розташоване на правому березі річки Вижівки.

## Історія
У 1906 році село Седлищенської волості Ковельського повіту Волинської губернії. Відстань від повітового міста 28 верст, від волості 3. Дворів 55, мешканців 422.
До 11 липня 2018 року село підпорядковувалось Седлищенській сільській раді Старовижівського району Волинської області.

## Населення
Згідно з переписом УРСР 1989 року чисельність наявного населення села становила 174 особи, з яких 74 чоловіки та 100 жінок.
За переписом населення України 2001 року в селі мешкали 163 особи. 100 % населення вказало своєю рідною мовою українську мову.